# Plancia Magna
Plancia Magna (altgriechisch Πλανκία Μαγνά; * wohl in den 70er Jahren des 1. Jahrhunderts) war eine antike römische Honoratiorin zu Beginn des 2. Jahrhunderts in der pamphylischen Stadt Perge.

## Leben
Plancia Magna entstammte einer der bedeutendsten Familien Perges, den Plancii, die wahrscheinlich im Zuge der römischen Expansion als Kaufleute von Italien nach Pamphylien eingewandert war. In den letzten Jahrzehnten wurden immer wieder Zeugnisse der Familie bei Ausgrabungen in Perge gefunden; somit sind die Plancii einer der bevorzugt untersuchten Themenbereiche zur Region. 
Ihr Vater Marcus Plancius Varus machte von Mitte der 60er Jahre an eine glänzende Karriere in Rom, die ihn bis zur Statthalterschaft der Provinz Bithynia et Pontus brachte. Diese Karriere basierte auf erheblichem über Kleinasien verteilten Grundbesitz, auf dem vor allem Getreide und Wolle produziert wurde. Doch hatte er bei seiner Karriere nie nur Rom und das Reich, sondern immer auch seine Heimat im Sinn, der er als Wohltäter verschiedenste vor allem infrastrukturelle Errungenschaften zukommen ließ. Plancias Mutter war Julia, eine Tochter des armenischen Königs Tigranes VI. Gaius Julius Alexander war somit ein Onkel. Julia gehörte zu den letzten bekannten Nachfahren der herodianischen Dynastie.

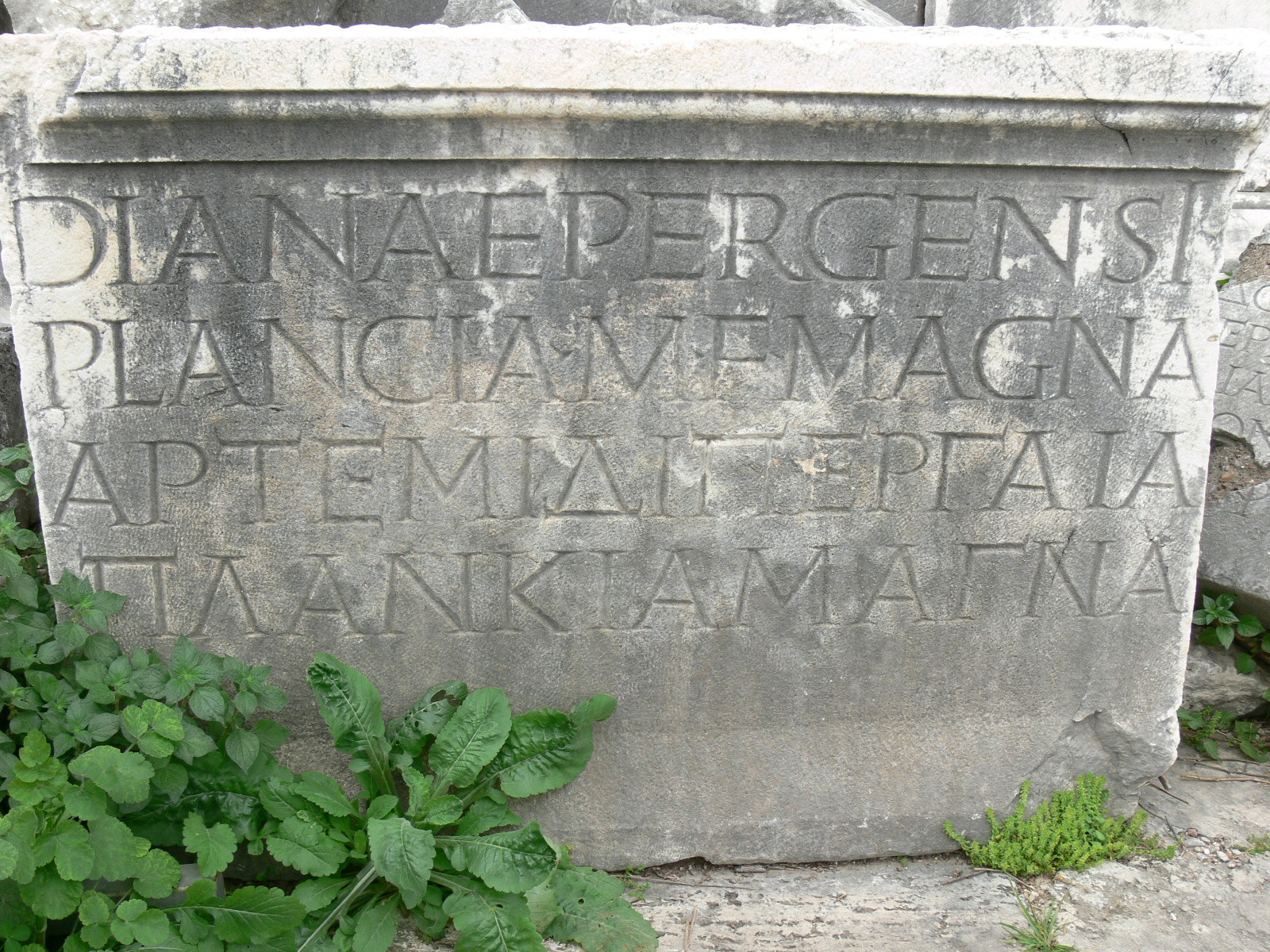
Eine um das Jahr 120 datierte zweisprachige Inschrift einer Statuenstiftung für Artemis-Diana

Marcus Plancius Varus hatte neben der Tochter Plancia Magna den Sohn Gaius Plancius Varus, der ebenfalls eine, wenn auch nicht so gut wie beim Vater zu verfolgende, Karriere in Rom machte. Unter Hadrian wurde er wahrscheinlich Suffektkonsul. 
Da Marcus Plancius Varus offenbar nur zwei Kinder hatte, auf die er sich bei der Familienpolitik stützen konnte, wurde auch die Tochter in die repräsentativen Tätigkeiten eingebunden. Zudem waren in Kleinasien anders als in vielen anderen Regionen des Reiches städtische Karrieren auch jenseits von Priesterämtern zwar nicht normal, aber möglich. Während der Sohn Gaius vor allem auf Reichsebene für die Familie aktiv wurde und zudem aufgrund des weit verstreuten Familienbesitzes wie schon der Vater viel auf Reisen gewesen sein muss, oblag es Plancia, am Lebensmittelpunkt der Familie, in Perge, für die Repräsentanz und Vertretung der Familie in der Lokalpolitik zu sorgen. Aus den Quellen wird nicht klar, inwieweit sie dabei freie Hand hatte oder ob sie nur die familiäre Repräsentanz innehatte. Es ist jedoch so, dass die Inschriften, in denen der Gutteil der Informationen überliefert ist, nicht dafür sprechen, dass Plancia von den Entscheidungen ihres Vaters, Bruders oder Ehemannes abhängig war. Wenn dem so war, ist nicht klar, auf welcher Rechtsbasis das erfolgte. Wahrscheinlich erst nach ihrer städtischen Karriere heiratete sie einen anderen bedeutenden Pergäer, den Suffektkonsul des Jahres 100, Gaius Iulius Cornutus Tertullus, der dieses Amt mit seinem Freund Plinius dem Jüngeren bekleidete. Zusammen hatten sie den Sohn Gaius Julius Plancius Varus Cornutus.

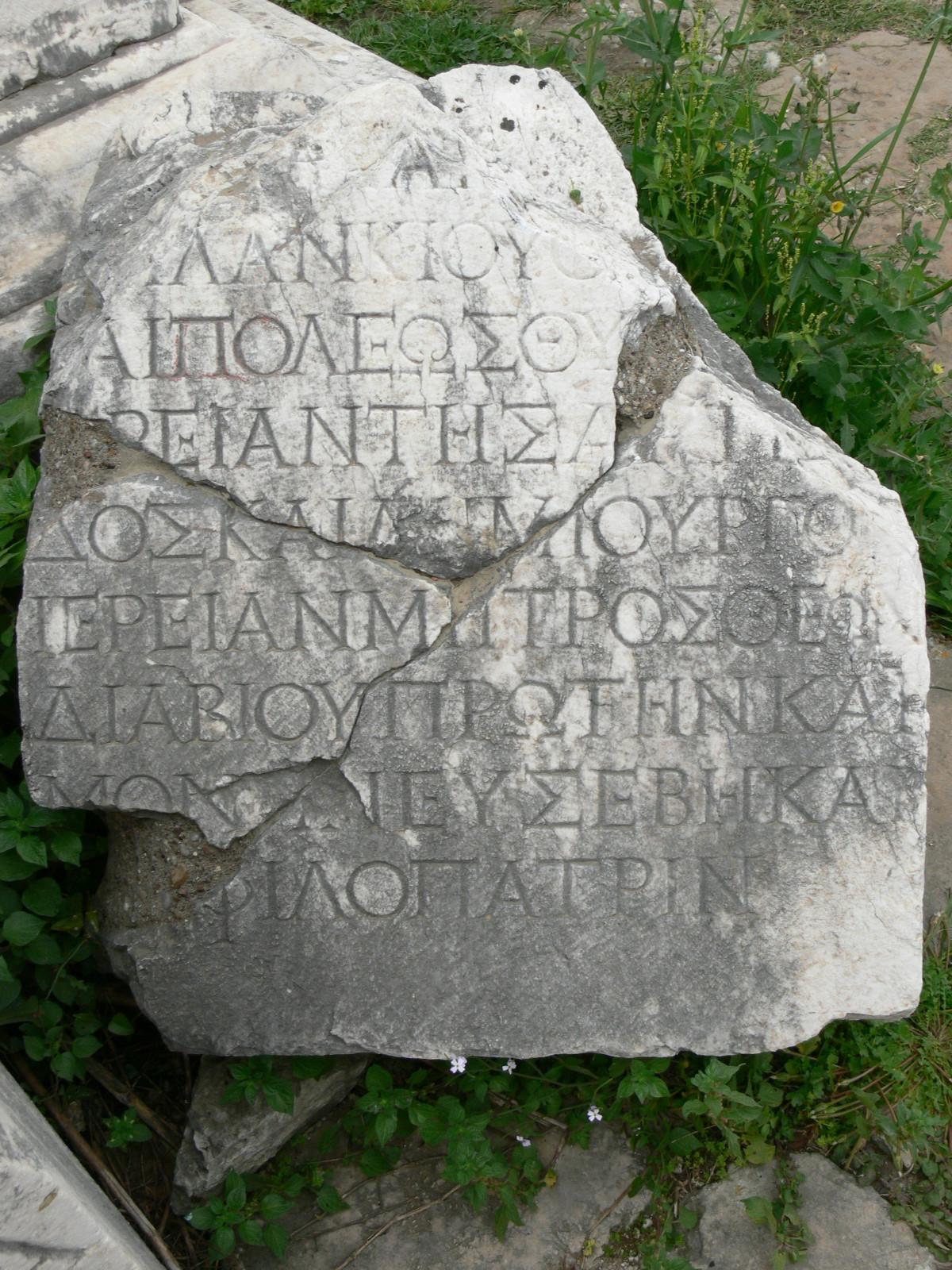
Weihinschrift der Plancia Magna in griechischer Sprache

Plancia bekleidete mindestens dreimal das eponyme (namensgebende) und damit höchste Jahresamt der Stadt Perge. Somit ging Plancia in die Geschichte der Stadt ein, denn mindestens dreimal waren Verträge, Inschriften und auch rückwärtige Betrachtungen in der Stadt bei den Datumsangaben nach ihr zu benennen (etwa in der Form im Jahr als Plancia Magna, Tochter des Marcus Plancius Varus, zum zweiten Mal das höchste Amt innehatte). Zudem war sie die Priesterin der in der Region besonders hoch verehrten Artemis und Kybele. Hinzu kam die Priesterschaft für den Kaiserkult. Als Bauherrin ließ sie das alte Stadttor aus dem Hellenismus, einen wehrhaften Bau, zu einem römischen Prunktor ausgestalten. Das Tor war mit Statuen der mythischen Gründer und Heroen von Perge, des Kaiserhauses von Nerva bis Trajan sowie der Plancii geschmückt. 
Plancia wurde für ihr Engagement durch ihre Heimatstadt hoch geehrt. Ihr wurde der Titel „Tochter der Stadt“ verliehen. In mehreren Inschriften wird sie als Tochter des M. Plancius Varus und der Stadt bezeichnet. Die Statue der Plancia vom durch sie errichteten Stadttor in der Form der Großen Herkulanerin wurde bei Ausgrabungen gefunden und befindet sich heute im Archäologischen Museum von Antalya. Es zeigt sie als junge, sittsam gekleidete Frau. Der einem Diadem ähnliche Kopfschmuck ist mit Büsten von Kaisern verziert, was Plancia als Priesterin des Kaiserkultes kennzeichnet.

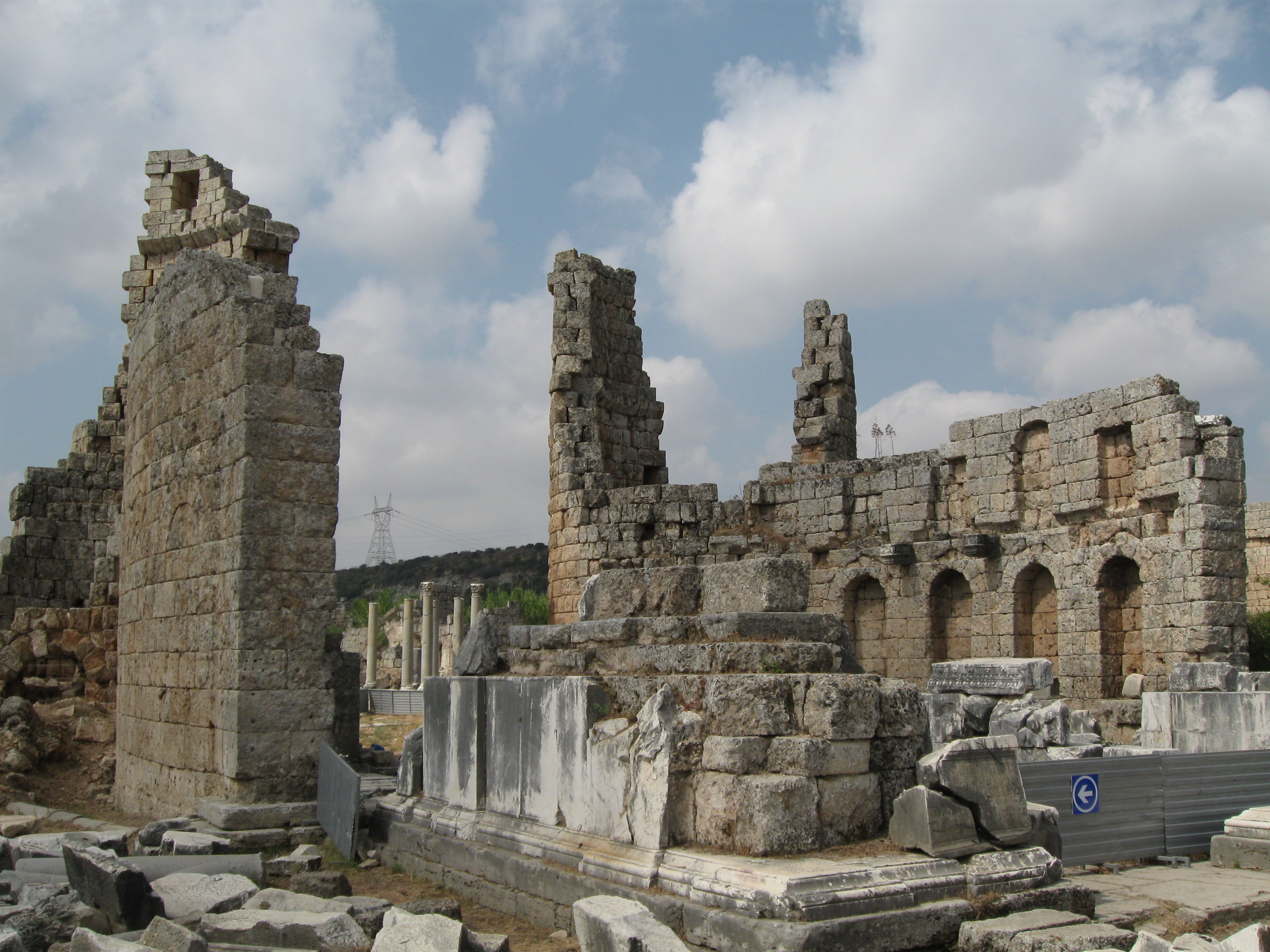
Reste des unter Plancia Magna restaurierten hellenistischen Stadttores

Ende des zweiten und zu Beginn des dritten Jahrhunderts kamen in Selge nochmals mehrere Frauen des Zweiges der Plancii Magniani in einflussreiche Positionen, insbesondere Publia Plancia Aurelia Magniana Metoxaris und ihre Mutter Aurelia Xenoniana Maidate. Wahrscheinlich waren es Nachfahren der Plancia Magna.